# Elisa Schlott
Elisa Johanna Lucie Schlott (* 7. Februar 1994 in Berlin) ist eine deutsche Schauspielerin.

## Leben
Schlott spielte als Jugendliche in ihren ersten Fernsehproduktionen. Darauf folgten ihre ersten Kinofilme, wobei sie für die Hauptrolle in Draußen am See den Förderpreis Deutscher Film erhielt.
Nach dem Abitur zog Elisa Schlott im Oktober 2012 für ein Jahr von Berlin nach London, um dort einige Schauspielkurse zu absolvieren. Ab 2014 studierte sie Schauspiel an der Hochschule für Musik und Theater „Felix Mendelssohn Bartholdy“ Leipzig, was sie 2017 abschloss. In der Spielzeit 2016/17 war sie als Mitglied des Schauspielstudios am Schauspiel Köln engagiert. 2018 trat sie in der Schauspiel-Grotte des Schauspiels Köln im Schauspiel Herzerlfresser des österreichischen Autors Ferdinand Schmalz in der Rolle der Florentina auf.
2015 erhielt sie für ihre Darstellung der jungen Drogensüchtigen Rita im Tatort: Borowski und der Himmel über Kiel gute Kritiken. Im Jahr 2017 spielte sie die Hauptrolle in dem Film Fremde Tochter, der auf den Biberacher Filmfestspielen mit dem Goldenen Biber ausgezeichnet wurde. In den beiden Staffeln der ARD-Fernsehserie Unsere wunderbaren Jahre, die im März 2020 und im März 2023 auf Das Erste ausgestrahlt wurden, stand sie als Fabrikantentochter Ulla Wolf vor der Kamera. In der Netflix-Serie Die Kaiserin (2022) spielte sie die Prinzessin Helene in Bayern. In der 6-teiligen Thrillerserie Informant – Angst über der Stadt (2024) war sie an der Seite von Jürgen Vogel in der weiblichen Hauptrolle als geradlinige, lesbische junge BKA-Beamtin Holly Valentin zu sehen.
Schlott lebt in Berlin.

## Familie
Ihre jüngeren Halbschwestern sind die Schauspielerinnen Emilia Pieske und Helena Pieske.

## Filmografie

### Film
- 2008: Draußen am See (Regie: Felix Fuchssteiner)
- 2009: Giulias Verschwinden (Regie: Christoph Schaub)
- 2011: Fliegende Fische müssen ins Meer (Regie: Güzin Kar)
- 2011: Finn und der Weg zum Himmel (Regie: Steffen Weinert)
- 2012: Das Wochenende (Regie: Nina Grosse)
- 2013: Spieltrieb (Regie: Gregor Schnitzler)
- 2014: Agnieszka (Regie: Tomasz Emil Rudzik)
- 2015: Bienenjunge & Blumenmädchen (Regie: Clemens Roth)
- 2016: La Cigale et la Fourmi (Regie: Julia Ritschel)
- 2017: Fremde Tochter (Regie: Stephan Lacant)
- 2018: Safari – Match Me If You Can (Regie: Rudi Gaul)
- 2018: Goliath96 (Regie: Marcus Richard)
- 2019: Limbo (Regie: Tim Dünschede)
- 2020: Narziss und Goldmund (Regie: Stefan Ruzowitzky)
- 2021: Niemand ist bei den Kälbern (Regie: Sabrina Sarabi)
- 2025: Die Vorkosterinnen (Le assaggiatrici)

### Fernsehen
- 2006: Das Geheimnis von St. Ambrose (Regie: Michael Wenning)
- 2007: Die Frau vom Checkpoint Charlie (Regie: Miguel Alexandre)
- 2008: Der große Tom (Regie: Nikolaus Stein von Kamienski)
- 2008: Polizeiruf 110 – Geliebter Mörder (Regie: Christiane Balthasar)
- 2011: Das unsichtbare Mädchen (Regie: Dominik Graf)
- 2013: Nichts mehr wie vorher (Regie: Oliver Dommenget)
- 2014: Tatort – Borowski und der Himmel über Kiel (Regie: Christian Schwochow)
- 2015: Marie Brand und der schöne Schein (Regie: Jörg Lühdorff)
- 2017: Das Verschwinden (Regie: Hans-Christian Schmid)
- 2018: Der Richter (Regie: Markus Imboden)
- 2019: Tödliches Comeback (Regie: Hermine Huntgeburth)
- 2019: SCHULD nach Ferdinand von Schirach – Einsam (Regie: Nils Willbrandt)
- 2020, 2023: Unsere wunderbaren Jahre (Regie: Elmar Fischer, Mira Thiel, 10 Folgen)
- 2021: Ostfrieslandkrimis: Ostfriesenangst (Regie: Hannu Salonen)
- 2021: Ein Hauch von Amerika (Regie: Dror Zahavi)
- 2022: Das Boot (8 Folgen)
- 2022: Die Kaiserin (4 Folgen)
- 2022: Ramstein – Das durchstoßene Herz  (Regie: Kai Wessel)
- 2022: Kranitz – Bei Trennung Geld zurück – Celine & Noah – Gang Bang Man (Regie: Jan Georg Schütte)
- 2024: Informant – Angst über der Stadt (Regie: Matthias Glasner)

## Theater (Auswahl)
- 2003: Der Idiot, Volksbühne Berlin
- 2013: Oleanna, Hamburger Kammerspiele

## Hörspiel (Auswahl)
- 2018: Hilary Mantel: Brüder (26-teilige Serie)[16]
- 2021: David Safier: 28 Tage lang (3-teilige Serie)
- 2022: Ursula Poznanski: Cryptos (6-teilige Serie)[17]

## Auszeichnungen
- 2009: Förderpreis Deutscher Film in der Kategorie „Schauspiel weiblich“ für Draußen am See
- 2015: Günter-Strack-Fernsehpreis als beste Nachwuchsschauspielerin
- 2018: Fernsehfilmpreis der Deutschen Akademie der Darstellenden Künste, Darstellerpreis für Fremde Tochter[18]